# Metallea nigripilosa
Metallea nigripilosa är en tvåvingeart som beskrevs av Dear 1977. Metallea nigripilosa ingår i släktet Metallea och familjen Rhiniidae. Inga underarter finns listade i Catalogue of Life.